# 庵罗辰
庵罗辰，郁久闾氏，為亞洲蒙古一帶古國柔然的第十七位君主，庵罗辰是阿那瓌之子，於553年立汗，554年叛北齊。
庵罗辰娶东魏兰陵公主，女儿邻和公主闾叱地连嫁给了高欢的儿子、高洋的弟弟高湛。552年，阿那瓌被突厥击败自杀。庵罗辰率众投降北齐。554年1月24日，齐文宣帝高洋立他为柔然可汗，使其居于马邑川。554年，他率部五万余人脱离北齐，被齐文宣帝击败，和儿子一起北逃。四月，进攻北齐的肆州，遭到北齐反击，妻儿和部属三万余人被俘，仅以身免，部落被突厥兼并。后来偷袭营州，又被北齐击败，庵罗辰逃走，下落不明。
| 前任： 库提 | 柔然君主 554年1月24日－554年 | 繼任： 無 |